# Plants of the World Online
Plants of the World Online  (POWO) is een online database onderhouden door de Royal Botanic Gardens in Kew.  In september 2024 bevatte de database meer dan 1,4 miljoen plantennamen en 400.000 afbeeldingen. De website maakt op basis van AI ook voorspellingen over de kans op uitsterven van de verschillende soorten.
De database maakt, net als de World Checklist of Selected Plant Families, gebruik van de International Plant Names Index en de World Checklist of Vascular Plants.

## Geschiedenis
De database werd in 2017 gelanceerd om te voldoen aan de doelstelling van het Biodiversiteitsverdrag (1993) om voor 2020 een volledige database te maken voor alle zaaddragende planten in de wereld. De database richtte zich in het begin voornamelijk op planten op het Afrikaanse continent.